# Прохорчук Дарія Дмитрівна
Прохорчук Дарія Дмитрівна  – українська художниця. З 2014 – член НСПХУ.

## Життєпис

### Навчання
Закінчила ліцей ім. Г. Семирадського і того ж року вступила до Харківського художнього училища на спеціальність "Художник-педагог". Закінчивши ХХУ,  вступила до Харківської державної академії Дизайну та Мистецтв, спеціальність "Станковий Живопис". 
З 2011 - участь у всеукраїнських виставках.
З 2015 - участь у міжнародних виставках.
Закінчивши академію, переїхала до Сум. 

### Виставки
За час перебування у Сумах - 4 персональні виставки, участь у багаточисленних групових виставках та творчих проектах, зокрема - у міжнародних пленерах і виставках. 
Роботи зберігаються у приватних колекціях України, Словачинни, Польщі, Чехії, США, Китаю.
З 2014 – Член Національної спілки художників України.